# Simon Aggesen
Simon Aggesen, né le 18 juin 1987 à Fredericia (Danemark), est un homme politique danois, membre du Parti populaire conservateur et maire de Frederiksberg de 2019 à 2021.

## Biographie
Simon Aggesen est diplômé en droit à l'université de Copenhague.
Engagé au sein du Parti populaire conservateur, il est élu au conseil municipal de Frederiksberg lors des élections municipales de novembre 2009 sur la liste victorieuse de Jørgen Glenthøj. Il est réélu en 2013 et en 2017,.
En mars 2019, il est élu maire de Frederiksberg après que Jørgen Glenthøj ait annoncé sa démission en cours de mandature.
En septembre 2020, Ekstra Bladet révèle qu'il a réalisé un gain immobilier de plus de 11 millions de couronnes en revendant un appartement de luxe qu’il avait acquis à bas prix en 2016, alors qu’il siégeait au comité d’urbanisme de la ville et critiquait publiquement la spéculation immobilière. Les révélations déclenchent une controverse, et suscitent même des appels à ce qu'il cède le rôle de maire à un autre élu conservateur en vue des futures élections, où les conservateurs pourraient être victimes de la polémique,.
Lors des élections municipales du 16 novembre 2021, sa liste arrive en tête avec 40,3 % des voix, devançant largement celle de la Liste de l'unité (17,3 %). Toutefois, les partis de l'opposition de gauche remportent ensemble une majorité au conseil municipal, et élisent le social-démocrate Michael Vindfeldt comme maire, mettant ainsi fin à une période de 112 ans de gouvernance conservatrice de la ville.
Dans les semaines suivant le scrutin, il continue de siéger au conseil municipal, tout en renonçant à la présidence du groupe conservateur et en annonçant qu'il ne sera pas tête de liste aux prochaines élections, ni ne briguera de mandat de député au Folketing. En mars 2022, il annonce finalement quitter le conseil municipal et créer sa société de conseils.